# 奧斯尼基 (切爾尼亞希夫區)
50°26′29″N 28°49′5″E / 50.44139°N 28.81806°E
奧斯尼基（烏克蘭語：Осники）是烏克蘭北部的村莊，隸屬日托米爾州的日托米爾區。該村始建於1616年，面積0.22平方公里，海拔高度209米，人口350，人口密度每平方公里2,366.97人。